# Aremiti 5
L’Aremiti 5 est un navire à grande vitesse de type catamaran, construit pour la société Aremiti sous le numéro de coque 266.

## Caractéristiques

### Exploitation
Le navire est exploité sur la ligne Papeete - Moorea depuis 2005, en remplacement de l’Aremiti 4.

Plus grand que l’Aremiti 4, l’Aremiti 5 peut accueillir 697 passagers et 30 véhicules.
Il peut naviguer à la vitesse de 34 nœuds.

### Confort et services à bord
Ce navire possède un snack-bar situé à l’arrière. Au salon inférieur, on trouve un écran géant pour les cinéphiles.
À l'avant du navire, au salon supérieur, une aire de repos a été créée pour les passagers qui désirent avoir le calme et ainsi se reposer. Au dernier pont, on trouve un sundeck capable d'accueillir 100 passagers.

Le bateau dispose de stabilisateurs pour diminuer les mouvements par mer agitée.

### Sécurité
Ce navire est doté de plusieurs équipements de sécurité, notamment, des extincteurs, des détecteurs de fumée, et des call points, des avertisseurs en cas d'incendie.

### Technologie
En 2009, le navire s'était dotée de la technologie sans fil, puisqu'il est possible de regarder en direct le trajet du navire sur le site de Aremiti.
Il est aussi dotée du Wi-Fi gratuit grâce à la technologie WiMax.